# Cilebut Barat
Cilebut Barat is een bestuurslaag in het regentschap Bogor van de provincie West-Java, Indonesië. Cilebut Barat telt 27.941 inwoners (volkstelling 2010).